# Varanus juxtindicus
Varanus juxtindicus es una especie de escamoso de la familia Varanidae.

## Distribución geográfica
Es endémica de las islas de Rennell y Bellona (Islas Salomón).